# Óleo isolante
Os óleos isolantes, também conhecidos como óleos de transformador, são fluidos, estáveis a alta temperatura, dotado de elevadas características isolantes. São empregados em certos tipos de transformadores elétricos, reatores de potência, capacitores de alta tensão, chaves e comutadores e outros equipamentos elétricos. Suas principais funções são garantir o isolamento elétrico, extinguir descargas elétricas parciais e arcos elétricos e servir como meio de troca térmica para a refrigeração do equipamento."Todo transformador utiliza um fluido com a função de isolante elétrico e também para refrigerar o transformador. Tradicionalmente, esses fluidos isolantes são à base de óleo mineral, o que pode representar riscos consideráveis à saúde, meio ambiente e, principalmente, de incêndio."
O tipo de fluido mais largamente empregado em equipamentos elétricos é o óleo mineral de elevado grau de refino, derivado do petróleo. Também existem óleos isolantes de origem vegetal, fabricados a partir de soja, girassol e outras matérias-primas, e fluidos sintéticos. Durante algum tempo foram empregados compostos organoclorados, os PCBs, porém os mesmos foram banidos no Brasil e na maior parte do mundo devido à sua baixa biodegradabilidade, potencial agressivo ao ambiente e por serem carcinogênicos.
No Brasil, a Petrobras, Ergon, Nynas, Quantiq são produtores de óleos isolantes minerais. Óleos de origem naftênica são fabricados pela empresa na Refinaria de Lubrificantes do Nordeste (LUBNOR), em Fortaleza, Ceará, a partir do petróleo "Fazenda Alegre - FAZA" produzido no norte do estado do Espírito Santo. Antes de iniciar a produção de isolante na LUBNOR, a Petrobras manteve durante anos uma outra linha de óleos isolantes produzida na REDUC, em Duque de Caxias, Rio de Janeiro. Atualmente, esta linha está descontinuada. Fluidos isolantes à base de óleo vegetal ou éster sintético estão sendo cada vez mais utilizados, uma vez que representam uma solução mais segura em relação à riscos de incêndios, e representado um menor custo total. Óleos de origem vegetal possuem um menor passivo ambiental, comparado ao óleo mineral, oriundos de fontes renováveis,reduzindo a emissão total de carbono e simplificando procedimentos em caso de vazamentos.
O desenvolvimento dos óleos isolantes brasileiros é realizado nos laboratórios do CENPES, no Rio de Janeiro.